# Sainte-Gemme, Tarn

Sainte-Gemme este o comună în departamentul Tarn din sudul Franței. În 2009 avea o populație de 797 de locuitori.

## Evoluția populației
| An        | 1975 | 1982 | 1990 | 1999 | 2006 | 2009 |
| --------- | ---- | ---- | ---- | ---- | ---- | ---- |
| Populație | 816  | 751  | 772  | 709  | 757  | 797  |